# Ghiacciaio Frankenfield
Il ghiacciaio Frankenfield (in inglese Frankenfield Glacier) è un piccolo ghiacciaio situato sull'isola Thurston, al largo della costa di Eights, nella Terra di Ellsworth, in Antartide. Il ghiacciaio, il cui punto più alto si trova a circa 200 m s.l.m., si trova in particolare nella parte nord-orientale della penisola Noville e da qui fluisce verso est-nord-est fino a entrare nel Mare di Bellingshausen tra monte Feury e l'isola Mulroy.

## Storia
Il ghiacciaio Frankenfield è stato grossolanamente mappato grazie a fotografie aeree scattate nel dicembre 1946 nel corso dell'Operazione Highjump ed è stato poi così battezzato dal Comitato consultivo dei nomi antartici in onore del tenente Chester Frankenfield, meteorologo della spedizione della marina militare statunitense nel Mare di Bellingshausen, che, nel febbraio 1960, automatizzò la stazione meteorologica installata sull'isola Thurston.